# إليزابيث ماكراكين
إليزابيث ماكراكين (بالإنجليزية: Elizabeth McCracken)‏‏ (16 سبتمبر 1966 - ) مؤلفة، وروائية، وكاتِبة من الولايات المتحدة.

## الجوائز
- زمالة غوغنهايم
- PEN New England Award [الإنجليزية]‏
- جائزة أوليفر هنري [الإنجليزية]‏